# Inteligencija
Inteligencija (lat. intellectus) mentalna je karakteristika koja se sastoji od sposobnosti za učenje iz iskustva, prilagodbe na nove situacije, razumijevanja i korištenja apstraktnih pojmova i korištenja prethodnih znanja za snalaženje u novoj okolini u kojima ne pomaže stereotipno nagonsko ponašanje. Još se definira kao sposobnost brzog i učinkovitog snalaženja u novim i nepoznatim situacijama, a postoji i apstraktna definicija da je "inteligencija ono što se mjeri testovima inteligencije". Čovjekova moć spoznavanja i razvijena sposobnost inteligencije naziva se intelekt.
Iako se definicije inteligencije razlikuju, teoretičari se slažu da je inteligencija potencijal, a ne potpuno razvijena sposobnost. Smatra se da je inteligencija kombinacija urođenih karakteristika živčanog sustava i razvojne inteligencije, oblikovane iskustvom i učenjem.
Inteligenciju je moguće mjeriti, iako nesavršeno, testovima inteligencije.
Iako bi se moglo pomisliti da visoka inteligencija omogućava osobi uspjeh u društvu, mnogi drugi činbenici koji utječu na društveni uspjeh čine predviđanja nepouzdanim. Mehanizmi pretvaranja inteligencije u društveni uspjeh nisu u potpunosti razjašnjeni. Tako, na primjer, postoji čvrsta veza između uspjeha u osnovnoj školi i inteligencije, ali nakon toga nije više moguće predvidjeti uspjeh pojedinaca na temelju inteligencije.
Inteligencija, mjerena IQ-om i drugim testovima, se najčešće koristi u obrazovnim, poslovnim i vojnim organizacijama zato što je dobar pokazatelj na ponašanje pojedinca.

## Psihometrija i inteligencija
Iako postoje razni koncepti inteligencije, najutjecajniji pristup shvaćanju inteligencije je psihometrija tj. psihometrijsko testiranje.
Inteligencija se može mjeriti testovima inteligencije, tj. IQ testovima. Mišljenje je da se ovim testovima mjeri g ili generalni faktor inteligencije (eng. general intelligence factor). G se često dijeli na fluidnu i kristaliziranu inteligencija: GF (fluid g, fluidna inteligencija) i GC (kristalizirana inteligencija, eng. crystallized intelligence)
Ovisno o Gaussovoj krivulji,
vrijednost IQ-a, tj. visina inteligencije se može otprilike podijeliti na nekoliko grupa:[nedostaje izvor]
- Vrlo visoka inteligencija (IQ je iznad 150)
- Visoka inteligencija (IQ od 130 do 150)
- Iznad prosječna inteligencija (IQ od 110 do 130)
- Normalno razvijena inteligencija (IQ od 90 do 110)
- Ispod prosječna inteligencija (IQ od 70 do 90)
- Niska inteligencija (IQ od 50 do 70)
- Vrlo Niska inteligencija (IQ manji od 50)

Prisustvo poremećaja inteligencije s vrijednostima IQ manjim od 70 od rođenja, ili ako su ti poremećaji nastali tokom razvoja inteligencije, onda se radi o mentalnoj retardaciji (oligofrenija), mentalna zaostalost, koja se dalje dijeli:[nedostaje izvor]
- Laka mentalna retardacija (IQ je između 50-69)
- Umjerena mentalna retardacija (IQ je između 35-49)
- Teža mentalna retardacija (IQ je između 20-34)
- Teška mentalna retardacija (IQ je ispod 20)

## Inteligencija i dob
Tek nešto manje od 50 % pojedinaca ima manje-više konstantan IQ od rane dobi do adolescencije, a ostali pokazuju znatne oscilacije. Znatno je viša stabilnost verbalnog IQ-a u odnosu na neverbalni IQ.
Iz podataka se mogu izvući dvije pravilnosti:
- što manje vremena protekne između testiranja, to su rezultati na testovima inteligencije povezaniji,
- što su djeca starija, to rezultati unutar istog vremenskog intervala pokazuju veću povezanost

Postoji izrazita pojava snažnog pogoršanja uspjeha na testovima inteligencije i nekom mjerama ponašanja otprilike 5 godina prije smrti - „završni pad“. Fluidna inteligencija (GF) pada već poslije 25. godine i to ne samo u testovima brzine nego i snage. Mjere kristalizirane inteligencije (GC) pokazuju u funkciji dobi otprilike isti tempo porasta kao što je to pad GF.

## Inteligencija i učenje
Po nekim definicijama inteligencija je determinirana brzinom učenja i/ili završnom razinom složenosti naučenog, osobito kod inteligencije životinja. Učenje omogućuje razvoj inteligencije, a inteligencija olakšava učenje. Riječ je o dinamičkom procesu međusobnog pojačavanja ili slabljenja, a ne uzročno posljedičnom odnosu. Kvocijent inteligencije nije mjera trenutačne sposobnosti za učenje, nego matematička tvrdnja o tempu kojim će se s vremenom mijenjati sposobnost za učenje po jednim teorijama, a po drugima IQ predstavlja trenutačnu mjeru sposobnosti za učenje.
Kronološka dob ne korelira s učenjem pa je moguće eksperimentalno varirati IQ i mentalnu dob.
Kod verbalnog učenja, ako nije došlo do restrikcije raspona u zavisnoj varijabli (težina zadatka) ili nezavisnoj varijabli (IQ), nađene su značajne korelacije između inteligencije i učenja.
Inteligencija visoko korelira s učenjem na početku učenja, a kad neka operacija postane automatizirana, IQ više ne igra značajnu ulogu.
Raspon pamćenja unaprijed, a još više unazad, ima značajne veze s g-faktorom inteligencije; oba konstrukta ovise o efikasnosti radnog pamćenja.
Inteligencija i učenje koreliraju to više što je :
- složenije ono što treba naučiti, a čak je nađena blaga negativna korelacija između mehaničkog učenja jednostavnih zadataka i IQ-a visokointeligentnih osoba
- veća smislenost materijala, tj.  kad postoji mogućnost transfera učenja
- vrijeme učenja ograničenije
- učenje više u vezi s maturacijom

Inteligentni ljudi brže stvaraju kvalitetne asocijacije koje su temelji svakog učenja. Inteligentniji imaju bolje strategije učenja, mnemotehnike i bazu podataka, pa im veće stečeno znanje omogućuje bolje kognitivno funkcioniranje. Inteligentniji bolje razlikuju bitne od nebitnih informacija.
Među djecom s teškoćama u učenju u školama su ¾ muškarci - kod žena dolazi do pada sveukupnih sposobnosti pa ih se ranije uoči. U osnovnoj školi je korelacija između školskog uspjeha i inteligencije 0.5, ali taj se koeficijent smanjuje kako čovjek prelazi u više razrede školovanja.

## Okolina - nasljeđe i inteligencija
Nativisti pripisuju inteligenciju jedino naslijeđu (Spearman, Bart). Empiristi kažu da se inteligencija formira isključivo zbog okolinskih utjecaja.
Neokolinski utjecaji na inteligenciju:
- naslijeđeno (predvidljiv doprinos roditelja)
- urođeno (definirano mutacijama i segregacijama u genima)
- konstitucijonalno (varijabilnost u tjelesnoj građi i funkcioniranju)
- kongenitalno (razvoj u maternici)

Najvažniji podaci za istraživanje doprinosa okoline i naslijeđa potječu od: jednojajčanih blizanaca (zbog jednakog genetičkog koda) i usvojene djece (zbog nulte genetičke sličnosti s usvojiteljima i njihovom biološkom djecom).
Osiromašena okolina proizvodi nepopravljive štete na razvoj inteligencije. Razmnožavanje između bliskog srodstva dovodi do pada kvocijenta inteligencije (25% takve djece je teško mentalno retardirano). Uzroci mentalne retardacije su uglavnom na recesivnim genima, a u bliskom srodstvu je vjerojatnije da će se „naći“. Do 65 % populacijske varijance rezultata na testovima inteligencije (na Zapadu) se može pripisati genetskim faktorima dok do 40 % varijance pripisuje se okolinskom utjecaju. U ranom djetinjstvu zanačajniji su utjecaji djeljene okoline.

## Spol i inteligencija
Na odnos spola i kognitivnog funkcioniranja djeluju dob (razlika u maturaciji) i socio-ekonomski status.
Najznačajnije razlike u testovima inteligencije:
- u korist žena: verbalno razumijevanje, verbalna fluentnost, socijalna inteligencija i neki aspekti pamćenja,
- u korist muškaraca: socijalna sposobnost, numeričko rezoniranje i mehaničke informacije.

Postoje dvije različite spacijalne sposobnosti: vizualizacija i orijentacija. Vizualizacija je sposobnost mentalne manipulacije slikovno zadanog podražaja. Orijentacija je shvaćanje rasporeda elemenata unutar vizualnog sklopa i sposobnost zadržavanja orijentacije pri promijeni spacijalne konfiguracije. Oba procesa zahtijevaju paralelno procesiranje i bolje idu muškarcima. Za socijalizacijske aspekte razlika u kognitivnim sposobnostima značajna je i interakcija između maturacije i socijalizacijskih postupaka - djevojčice kao grupa ranije se verbalno razvijaju, a dječaci su genetski veći, jači i aktivniji. Žene se formiraju oslanjajući se na verbalno, odnosno socijalno posredovan pristup problemima, a manje vježbaju i razvijaju spacijalne vještine.
Žene i muškarci pokazuju određene razlike u načinima odgovaranja - žene su nešto sporije i točnije, a muškarci su nešto brži na uštrb točnosti. Postoje razlike u varijabilitetu kognitivnih spobnosti u funkciji spola - kod muškaraca je nešto veći (ima više visoko inteligentnih muškaraca, ali zato ima i više retardiranih).
U usporedbi uspješnih žena s uspješnim muškarcima u akademskim zvanjima:
- žene s doktoratima su inteligentnije od muškaraca s doktoratima (ženama potreban veći inteligentni kapacitet za afirmaciju u akademskim zvanjima)
- žene koje su radikalnije i koje napuštaju konzervativnu ulogu žene lakše uspjevaju
- snaga ega i volje je jača u muškaraca

Iako se na velikim uzorcima dobivaju statistički značajne razlike u pojedinim testovima i faktorima inteligencije, te razlike nisu brojčano velike i ne dopuštaju generalizaciju na pojedinačnoj razini, tako da dolazimo do zaključka da ne postoje neke bitne ili velike razlike u inteligenciji spolova.

## Zaslijepljena skupina
Zaslijepljena skupina (engl. groupthink) je termin koji označava način donošenja odluka u maloj, kohezivnoj skupini. Zbog pretjerane želje za jedinstvenim mišljenjem, članovi skupine nisu u stanju realno procjenjivati sve raspoložive mogućnosti, pa raste vjerojatnost donošenja krivih odluka.

## Citati
- “Sposobnost snalaženja u novim situacijama” – Ramiro Bujas, 1968.
- “Sposobnost rješavanja apstraktnih problema” - Robert Sternberg, 1986, 1990.''

## Vanjske poveznice
- Mensa.hr
- IQ Testovi Info